# PLS (formát souboru)
PLS je počítačový formát souboru, který ukládá multimediální seznamy skladeb, původně používané v softwarech SHOUTcast a Icecast pro streamování médií přes Internet. PLS je výraznější než základní formát seznamu skladeb M3U, oproti němu může uložit (cache) informace o názvu skladby a délce skladby (toto je podporováno pouze v rozšířeném M3U). Od verze PLS2, obsahují playlisty také informaci o verzi. PLS formát je možné použít jak pro internetové streamování, tak pro běžné přehrávání skladeb uložených v počítači.

## Souborový formát
Formát je v podstatě INI soubor, a je uspořádán následovně:
Hlavička
- [playlist] : Tato značka znamená, že se jedná o soubor seznamu stop (playlist)

Zapsané skladby

Dle počtu zapsaných skladeb #X (hodnota X, je aktuální pořadí skladby), tento záznam se opakuje pro každou skladbu.
- FileX (Soubor): Variabilní definování umístění streamingu. (Pokud je užito tohoto typu playlistu pro přímé přehrávání v počítači, a skladby jsou uloženy ve stejném adresáři jako playlist, je vypsán pouze název skladby. Je li ovšem playlist uložen v jiném adresáři, je zde i definována cesta k dané skladně.)
- TitleX (Název): Definuje název skladby k jeho zobrazení.
- LenghtX (Délka): Definuje délku v skladby sekundách, přičemž hodnota -1 znamená, přehrávání na dobu neurčitou (streaming).

Patička
- NumberOfEntries (počet zapsaných skladeb): Tato proměnná udává celkový počet zapsaných skladeb.
- Version (verze): Verze playlistu. V současné době je platná pouze hodnota 2.

## Příklad
Příklad uloženého playlistu v počítači pro přehrání skladeb uložených na pevném disku, s tím, že skladby jsou v jiném adresáři nežli playlist.

[playlist]

File1=Název disku:\Název složky\Název skladby.Formát skladby například MP3 (File1=C:\Hudba\Česká hymna.MP3)

Title1=Název skladby.Formát skladby například MP3 (Title1=Česká hymna.MP3)

Length1=195

NumberOfEntries=1

Version=2

## Přehrávače
Příklad nejznámějších multimediálních přehrávačů, které podporují playlisty ve formátu PLS.

iTunes, VLC media player, Totem, RealPlayer, Winamp, Yahoo! Music Jukebox, MediaMonkey, Windows Media Player, AIMP, XBMC, XMPlay, Rhythmbox, foobar2000, The KMPlayer, a více než třicet dalších je schopno interpretovat nebo otevírat PLS soubory. Media Player Classic s nainstalovanými kodeky K-Lite Codec Pack pracuje se soubory ve formátu PLS, ale K-Lite vyžaduje odpovídající MIME nebo asociované přípony souboru.